# Emmerbier
Emmerbier ist eine obergärige Biersorte.  Ein gewisser Teil des Malzes besteht dabei aus Emmer (Triticum dicoccum) sowie oft auch weiteren traditionellen Getreidesorten wie Einkorn und Dinkel, während moderne Biere aus Gerste und Weizen hergestellt werden. Emmerbier erhält ein bernsteinfarbenes Aussehen und einen ausgeprägt malzaromatischen Geschmack.  Es wird oft naturtrüb verkauft.

## Geschichte
Emmer wurde bis ins hohe Mittelalter angebaut und diente zusammen mit Einkorn und Dinkel als Grundnahrungsmittel, entsprechend dem heutigen Weizen. Auch bei vielen Ausgrabungen im Nahen Osten, in Mesopotamien und im Alten Ägypten wurden Reste von Emmer gefunden. Die Biere Ägyptens wurden schon seit mehr als 4000 Jahren auf dieser Grundlage gebraut. Für Mesopotamien geht man sogar von einer Verwendung seit etwa 10.000 Jahren aus. Heute führen viele kleinere Brauhäuser diese Tradition fort.

## Verwendung
Neben der Verwendung als Einzelgetränk kann Emmerbier wegen seines kräftigen Aromas als Ersatz für Rotwein verwendet werden.